# Lijst van roofdieren
Dit artikel geeft een complete lijst van alle levende en recent uitgestorven soorten in de orde der roofdieren (Carnivora). In dit artikel wordt de indeling van de Mammal Diversity Database gevolgd.

## OrdeCarnivora(Roofdieren)

### OnderordeFeliformia

#### FamilieFelidae(Katachtigen)

##### OnderfamilieFelinae
- Geslacht Acinonyx
  - Acinonyx jubatus (jachtluipaard)
- Geslacht Caracal
  - Caracal auratus (Afrikaanse goudkat)
  - Caracal caracal (caracal)
- Geslacht Catopuma
  - Catopuma badia (Borneogoudkat)
  - Catopuma temminckii (Aziatische goudkat)
- Geslacht Felis
  - Felis bieti (Chinese woestijnkat)
  - Felis catus (Huiskat)
  - Felis chaus (Moeraskat)
  - Felis lybica (Afrikaanse wilde kat)
  - Felis margarita (Woestijnkat)
  - Felis nigripes (Zwartvoetkat)
  - Felis silvestris (Wilde kat)
- Geslacht Herpailurus
  - Herpailurus yagouaroundi (Jaguarundi)
- Geslacht Leopardus
  - Leopardus braccatus (Pantanalkat)
  - Leopardus colocola (Colocolokat)
  - Leopardus fasciatus
  - Leopardus garleppi
  - Leopardus geoffroyi (Geoffroykat)
  - Leopardus guigna (Nachtkat)
  - Leopardus guttulus
  - Leopardus jacobita (Bergkat)
  - Leopardus narinensis
  - Leopardus pajeros (Pampakat)
  - Leopardus pardalis (Ocelot)
  - Leopardus pardinoides
  - Leopardus tigrinus (Tijgerkat)
  - Leopardus wiedii (Margay)
- Geslacht Leptailurus
  - Leptailurus serval (Serval)
- Geslacht Lynx
  - Lynx canadensis (Canadese lynx)
  - Lynx lynx (Lynx)
  - Lynx pardinus (Pardellynx)
  - Lynx rufus (Rode lynx)
- Geslacht Otocolobus
  - Otocolobus manul (Manoel)
- Geslacht Pardofelis
  - Pardofelis marmorata (Marmerkat)
- Geslacht Prionailurus
  - Prionailurus bengalensis (Bengaalse tijgerkat)
  - Prionailurus javanensis
  - Prionailurus planiceps (Platkopkat)
  - Prionailurus rubiginosus (Roestkat)
  - Prionailurus viverrinus (Vissende kat)
- Geslacht Puma
  - Puma concolor (Poema)

##### OnderfamiliePantherinae
- Geslacht Neofelis
  - Neofelis diardi (Borneose nevelpanter)
  - Neofelis nebulosa (Nevelpanter)
- Geslacht Panthera
  - Panthera leo (Leeuw)
  - Panthera onca (Jaguar)
  - Panthera pardus (Luipaard)
  - Panthera tigris (Tijger)
  - Panthera uncia (Sneeuwpanter)

#### FamiliePrionodontidae(Aziatische linsangs)
- Geslacht Prionodon
  - Prionodon linsang (Gestreepte linsang)
  - Prionodon pardicolor (Gevlekte linsang)

#### FamilieViverridae(Civetkatten)

##### OnderfamilieGenettinae
- Geslacht Genetta
  - Genetta abyssinica (Ethiopische genet)
  - Genetta angolensis (Miombogenet)
  - Genetta bourloni
  - Genetta cristata
  - Genetta felina
  - Genetta fieldiana (Roestgenet)
  - Genetta genetta (Genetkat)
  - Genetta johnstoni
  - Genetta pardina (Pardelgenet)
  - Genetta piscivora (Watercivetkat)
  - Genetta poensis (Koningsgenet)
  - Genetta servalina
  - Genetta thierryi (Hausagenet)
  - Genetta tigrina (Tijgergenet)
  - Genetta victoriae (Reuzengenet)
- Geslacht Poiana
  - Poiana leightoni
  - Poiana richardsonii (Afrikaanse linsang)

##### OnderfamilieHemigalinae
- Geslacht Chrotogale
  - Chrotogale owstoni (Owstonpalmroller)
- Geslacht Cynogale
  - Cynogale bennettii (Ottercivetkat)
- Geslacht Diplogale
  - Diplogale hosei (Borneobandcivetkat)
- Geslacht Hemigalus
  - Hemigalus derbyanus (Gewone bandcivetkat)
- Geslacht Macrogalidia
  - Macrogalidia musschenbroekii (Celebespalmroller)

##### OnderfamilieParadoxurinae
- Geslacht Arctictis
  - Arctictis binturong (Beermarter)
- Geslacht Arctogalidia
  - Arctogalidia trivirgata (Driestrepige palmroller)
- Geslacht Paguma
  - Paguma larvata (Gemaskerde larvenroller)
- Geslacht Paradoxurus
  - Paradoxurus hermaphroditus (Loewak)
  - Paradoxurus jerdoni (Zuid-Indiase palmroller)
  - Paradoxurus musanga (Zuidelijke palmroller)
  - Paradoxurus philippinensis (Filipijnse palmroller)
  - Paradoxurus zeylonensis (Sri Lanka-palmroller)

##### OnderfamilieViverrinae
- Geslacht Civettictis
  - Civettictis civetta (Afrikaanse civetkat)
- Geslacht Viverra
  - Viverra civettina (Malabarcivetkat)
  - Viverra megaspila (Grootvlekkige civetkat)
  - Viverra tangalunga (Maleise civetkat)
  - Viverra zibetha (Indische civetkat)
- Geslacht Viverricula
  - Viverricula indica (Rassé)

#### FamilieEupleridae(Madagaskarmangoesten)

##### OnderfamilieEuplerinae
- Geslacht Cryptoprocta
  - Cryptoprocta ferox (Fretkat)
  - Cryptoprocta spelea †
- Geslacht Eupleres
  - Eupleres goudotii (Mierencivetkat)
- Geslacht Fossa
  - Fossa fossana (Fanaloka)

##### OnderfamilieGalidiinae
- Geslacht Galidia
  - Galidia elegans (Ringstaartmangoest)
- Geslacht Galidictis
  - Galidictis fasciata (Vijfstreepmangoest)
- Geslacht Mungotictis
  - Mungotictis decemlineata (Smalstreepmangoest)
- Geslacht Salanoia
  - Salanoia concolor (Bruine mangoest)

#### FamilieNandiniidae
- Geslacht Nandinia
  - Nandinia binotata (Pardelroller)

#### FamilieHerpestidae(Mangoesten)

##### OnderfamilieHerpestinae
- Geslacht Atilax
  - Atilax paludinosus (Moerasmangoeste)
- Geslacht Bdeogale
  - Bdeogale crassicauda
  - Bdeogale jacksoni
  - Bdeogale nigripes
  - Bdeogale omnivora
- Geslacht Cynictis
  - Cynictis penicillata (Vosmangoest)
- Geslacht Herpestes
  - Herpestes flavescens
  - Herpestes ichneumon (Egyptische ichneumon)
  - Herpestes ochraceus
  - Herpestes pulverulentus
  - Herpestes sanguineus (Slanke mangoeste)
- Geslacht Ichneumia
  - Ichneumia albicauda (Witstaartmangoeste)
- Geslacht Paracynictis
  - Paracynictis selousi (Grijze meerkat)
- Geslacht Rhynchogale
  - Rhynchogale melleri (Mellermangoeste)
- Geslacht Urva
  - Urva auropunctata
  - Urva brachyura (Kortstaartmangoeste)
  - Urva edwardsii (Indische ichneumon)
  - Urva fusca
  - Urva javanica (Indische mangoeste)
  - Urva semitorquata
  - Urva smithii
  - Urva urva (Krabbenetende mangoeste)
  - Urva vitticollis
- Geslacht Xenogale
  - Xenogale naso (Langsnuitmangoeste)

##### OnderfamilieMungotinae
- Geslacht Crossarchus
  - Crossarchus alexandri (Alexanderkoesimanse)
  - Crossarchus ansorgei (Angolakoesimanse)
  - Crossarchus obscurus (Koesimanse)
  - Crossarchus platycephalus (Platkopkoesimanse)
- Geslacht Dologale
  - Dologale dybowskii (Afrikaanse tropische savannemangoeste)
- Geslacht Helogale
  - Helogale hirtula (Ruigharige dwergmangoeste)
  - Helogale parvula (Dwergmangoeste)
- Geslacht Liberiictis
  - Liberiictis kuhni (Liberiakoesimanse)
- Geslacht Mungos
  - Mungos gambianus (Gambiamangoeste)
  - Mungos mungo (Zebramangoeste)
- Geslacht Suricata
  - Suricata suricatta (Stokstaartje)

#### FamilieHyaenidae(Hyena's)
- Geslacht Crocuta
  - Crocuta crocuta (Gevlekte hyena)
- Geslacht Hyaena
  - Hyaena hyaena (Gestreepte hyena)
- Geslacht Parahyaena
  - Parahyaena brunnea (Bruine hyena)
- Geslacht Proteles
  - Proteles cristatus (Aardwolf)
  - Proteles septentrionalis

### OnderordeCaniformia

#### FamilieCanidae(Hondachtigen)
- Geslacht Atelocynus
  - Atelocynus microtis (Kortoorvos)
- Geslacht Canis
  - Canis aureus (Jakhals)
  - Canis familiaris (Hond)
  - Canis latrans (Coyote)
  - Canis lupaster
  - Canis lupus (Wolf)
  - Canis lycaon
  - Canis rufus (Rode wolf)
  - Canis simensis (Ethiopische wolf)
- Geslacht Cerdocyon
  - Cerdocyon thous (Krabbenetende vos)
- Geslacht Chrysocyon
  - Chrysocyon brachyurus (Manenwolf)
- Geslacht Cuon
  - Cuon alpinus (Rode hond)
- Geslacht Dusicyon
  - Dusicyon australis † (Falklandvos)
  - Dusicyon avus †
- Geslacht Lupulella
  - Lupulella adusta (Gestreepte jakhals)
  - Lupulella mesomelas (Zadeljakhals)
- Geslacht Lycalopex
  - Lycalopex culpaeus (Andesvos)
  - Lycalopex fulvipes (Darwins vos)
  - Lycalopex grisea (Patagonische vos)
  - Lycalopex gymnocerca (Azaravos)
  - Lycalopex sechurae
  - Lycalopex vetula
- Geslacht Lycaon
  - Lycaon pictus (Afrikaanse wilde hond)
- Geslacht Nyctereutes
  - Nyctereutes procyonoides (Wasbeerhond)
  - Nyctereutes viverrinus (Japanse wasbeerhond)
- Geslacht Otocyon
  - Otocyon megalotis (Grootoorvos)
- Geslacht Speothos
  - Speothos venaticus (Boshond)
- Geslacht Urocyon
  - Urocyon cinereoargenteus (Grijze vos)
  - Urocyon littoralis (Eilandvos)
- Geslacht Vulpes
  - Vulpes bengalensis (Bengaalse vos)
  - Vulpes cana (Afghaanse vos)
  - Vulpes chama (Kaapse vos)
  - Vulpes corsac (Steppevos)
  - Vulpes ferrilata (Midden-Aziatische vos)
  - Vulpes lagopus (Poolvos)
  - Vulpes macrotis (Grootoorkitvos)
  - Vulpes pallida (Oostelijke zandvos)
  - Vulpes rueppellii (Zandvos)
  - Vulpes velox (Kitvos)
  - Vulpes vulpes (Vos)
  - Vulpes zerda (Fennek)

#### FamilieUrsidae(Beren)
- Geslacht Ailuropoda
  - Ailuropoda melanoleuca (Reuzenpanda)
- Geslacht Helarctos
  - Helarctos malayanus (Maleise beer)
- Geslacht Melursus
  - Melursus ursinus (Lippenbeer)
- Geslacht Tremarctos
  - Tremarctos ornatus (Brilbeer)
- Geslacht Ursus
  - Ursus americanus (Zwarte beer)
  - Ursus arctos (Bruine beer)
  - Ursus maritimus (IJsbeer)
  - Ursus thibetanus (Kraagbeer)

#### FamilieOtariidae(Oorrobben)
- Geslacht Arctocephalus
  - Arctocephalus australis (Zuid-Amerikaanse zeebeer)
  - Arctocephalus forsteri (Australische zeebeer)
  - Arctocephalus galapagoensis (Galapagoszeebeer)
  - Arctocephalus gazella (Kerguelenzeebeer)
  - Arctocephalus philippii (Juan Fernandez-zeebeer)
  - Arctocephalus pusillus (Zuid-Afrikaanse zeebeer)
  - Arctocephalus townsendi (Guadalupe-zeebeer)
  - Arctocephalus tropicalis (Subantarctische zeebeer)
- Geslacht Callorhinus
  - Callorhinus ursinus (Noordelijke zeebeer)
- Geslacht Eumetopias
  - Eumetopias jubatus (Stellerzeeleeuw)
- Geslacht Neophoca
  - Neophoca cinerea (Australische zeeleeuw)
- Geslacht Otaria
  - Otaria flavescens (Manenrob)
- Geslacht Phocarctos
  - Phocarctos hookeri (Nieuw-Zeelandse zeebeer)
- Geslacht Zalophus
  - Zalophus californianus (Californische zeeleeuw)
  - Zalophus japonicus † (Japanse zeeleeuw)
  - Zalophus wollebaeki (Galapagoszeeleeuw)

#### FamilieOdobenidae(Walrussen)
- Geslacht Odobenus
  - Odobenus rosmarus (Walrus)

#### FamiliePhocidae(Zeehonden)
- Geslacht Cystophora
  - Cystophora cristata (Klapmuts)
- Geslacht Erignathus
  - Erignathus barbatus (Baardrob)
- Geslacht Halichoerus
  - Halichoerus grypus (Grijze zeehond)
- Geslacht Histriophoca
  - Histriophoca fasciata (Bandrob)
- Geslacht Hydrurga
  - Hydrurga leptonyx (Zeeluipaard)
- Geslacht Leptonychotes
  - Leptonychotes weddellii (Weddellzeehond)
- Geslacht Lobodon
  - Lobodon carcinophaga (Krabbeneter)
- Geslacht Mirounga
  - Mirounga angustirostris (Noordelijke zeeolifant)
  - Mirounga leonina (Zuidelijke zeeolifant)
- Geslacht Monachus
  - Monachus monachus (Mediterrane monniksrob)
- Geslacht Neomonachus
  - Neomonachus schauinslandi (Hawaïaanse monniksrob)
  - Neomonachus tropicalis † (Caribische monniksrob)
- Geslacht Ommatophoca
  - Ommatophoca rossii (Rosszeehond)
- Geslacht Pagophilus
  - Pagophilus groenlandicus (Zadelrob)
- Geslacht Phoca
  - Phoca largha (Larghazeehond)
  - Phoca vitulina (Gewone zeehond)
- Geslacht Pusa
  - Pusa caspica (Kaspische zeehond)
  - Pusa hispida (Kleine zeehond)
  - Pusa sibirica (Baikalrob)

#### FamilieMustelidae(Marterachtigen)

##### OnderfamilieGuloninae
- Geslacht Eira
  - Eira barbara (Tayra)
- Geslacht Gulo
  - Gulo gulo (Veelvraat)
- Geslacht Martes (Marters)
  - Martes americana (Amerikaanse marter)
  - Martes caurina
  - Martes flavigula (Maleise bonte marter)
  - Martes foina (Steenmarter)
  - Martes gwatkinsii (Nilgirimarter)
  - Martes martes (Boommarter)
  - Martes melampus (Japanse marter)
  - Martes zibellina (Sabelmarter)
- Geslacht Pekania
  - Pekania pennanti (Vismarter)

##### OnderfamilieHelictidinae
- Geslacht Melogale
  - Melogale cucphuongensis
  - Melogale everetti (Borneozonnedas)
  - Melogale moschata (Chinese zonnedas)
  - Melogale orientalis (Javaanse zonnedas)
  - Melogale personata (Birmaanse zonnedas)
  - Melogale subaurantiaca

##### OnderfamilieIctonychinae
- Geslacht Galictis
  - Galictis cuja
  - Galictis vittata (Grison)
- Geslacht Ictonyx
  - Ictonyx striatus (Zorilla)
- Geslacht Lyncodon
  - Lyncodon patagonicus (Patagonische wezel)
- Geslacht Poecilictis
  - Poecilictis libyca
- Geslacht Poecilogale
  - Poecilogale albinucha (Witnekwezel)
- Geslacht Vormela
  - Vormela peregusna (Gevlekte bunzing)

##### OnderfamilieLutrinae(Otters)
- Geslacht Enhydra
  - Enhydra lutris (Zeeotter)
- Geslacht Hydrictis
  - Hydrictis maculicollis (Vlekhalsotter)
- Geslacht Lontra
  - Lontra annectens
  - Lontra canadensis (Noord-Amerikaanse otter)
  - Lontra felina (Kustotter)
  - Lontra longicaudis (Langstaartotter)
  - Lontra provocax (Zuidelijke rivierotter)
- Geslacht Lutra
  - Lutra capensis (Kaapse otter)
  - Lutra cinerea (Dwergotter)
  - Lutra congica
  - Lutra lutra (Otter)
  - Lutra nippon † (Japanse otter)
  - Lutra perspicillata (Slanke otter)
  - Lutra sumatrana (Sumatraanse otter)
- Geslacht Pteronura
  - Pteronura brasiliensis (Reuzenotter)

##### OnderfamilieMelinae
- Geslacht Arctonyx
  - Arctonyx albogularis (Noordelijke varkensdas)
  - Arctonyx collaris (Varkensdas)
  - Arctonyx hoevenii (Sumatraanse varkensdas)
- Geslacht Meles
  - Meles anakuma (Japanse das)
  - Meles canescens
  - Meles leucurus (Aziatische das)
  - Meles meles (Das)

##### OnderfamilieMellivorinae
- Geslacht Mellivora
  - Mellivora capensis (Honingdas)

##### OnderfamilieMustelinae
- Geslacht Mustela
  - Mustela aistoodonnivalis
  - Mustela altaica (Bergwezel)
  - Mustela erminea (Hermelijn)
  - Mustela eversmannii (Steppebunzing)
  - Mustela furo (Fret)
  - Mustela haidarum
  - Mustela itatsi
  - Mustela kathiah (Geelbuikwezel)
  - Mustela lutreola (Europese nerts)
  - Mustela lutreolina (Javaanse wezel)
  - Mustela nigripes (Zwartvoetbunzing)
  - Mustela nivalis (Wezel)
  - Mustela nudipes (Naaktzoolwezel)
  - Mustela putorius (Bunzing)
  - Mustela richardsonii (Amerikaanse hermelijn)
  - Mustela sibirica (Siberische wezel)
  - Mustela strigidorsa (Rugstreepwezel)
- Geslacht Neogale
  - Neogale africana
  - Neogale felipei
  - Neogale frenata (Langstaartwezel)
  - Neogale macrodon † (Zeemink)
  - Neogale vison (Amerikaanse nerts)

##### OnderfamilieTaxidiinae
- Geslacht Taxidea
  - Taxidea taxus (Zilverdas)

#### FamilieMephitidae(Stinkdieren)
- Geslacht Conepatus
  - Conepatus amazonicus
  - Conepatus chinga (Chileense varkenssnuitskunk)
  - Conepatus leuconotus (Oostelijke varkenssnuitskunk)
  - Conepatus semistriatus (Amazone-varkenssnuitskunk)
- Geslacht Mephitis
  - Mephitis macroura (Gekraagde skunk)
  - Mephitis mephitis (Gestreepte skunk)
- Geslacht Mydaus
  - Mydaus javanensis (Maleise stinkdas)
  - Mydaus marchei (Filipijnse stinkdas)
- Geslacht Spilogale
  - Spilogale angustifrons (Zuidelijke gevlekte skunk)
  - Spilogale gracilis (Westelijk gevlekt stinkdier)
  - Spilogale interrupta
  - Spilogale leucoparia
  - Spilogale putorius (Gevlekte skunk)
  - Spilogale pygmaea (Gevlekt dwergstinkdier)
  - Spilogale yucatanensis

#### FamilieProcyonidae(Kleine beren)
- Geslacht Bassaricyon
  - Bassaricyon alleni (Allens olingo)
  - Bassaricyon gabbii (Gabbi's slankbeer)
  - Bassaricyon medius
  - Bassaricyon neblina
- Geslacht Bassariscus
  - Bassariscus astutus (Noord-Amerikaanse katfret)
  - Bassariscus sumichrasti (Midden-Amerikaanse katfret)
- Geslacht Nasua
  - Nasua narica (Witsnuitneusbeer)
  - Nasua nasua (Rode neusbeer)
  - Nasua olivacea (Kleine neusbeer)
- Geslacht Potos
  - Potos flavus (Rolstaartbeer)
- Geslacht Procyon
  - Procyon cancrivorus (Krabbenetende wasbeer)
  - Procyon lotor (Wasbeer)
  - Procyon pygmaeus (Cozumelwasbeer)

#### FamilieAiluridae(Kleine panda's)
- Geslacht Ailurus
  - Ailurus fulgens (Kleine panda)
  - Ailurus styani